# HX003ZT
HX003ZTは、中興通訊 (ZTE) によって開発された、ウィルコムによるMVNO・WILLCOM CORE 3G (HSDPA) 対応のUSB接続型データ通信端末。

## 概要
コンシューマ向けとしては初となる、WILLCOM CORE 3G対応端末。2010年4月に、後継となるHX006ZTが発売になるまでは、長らくコンシューマ向けとしては唯一入手可能な端末であった。
本体メモリエリアにユーティリティソフトが搭載されており、対応PCに接続するだけで自動的にドライバがインストールされる（Windows 7での使用時はアップデートが必要）。ほかにmicroSDスロットを搭載。
スペック上では、GSMクワッドバンドに対応しているが、WILLCOM CORE 3G（FOMAハイスピード網）では、国外ローミングはできない。

## 仕様（テンプレート外）
- 通信速度
  - パケット通信（FOMAハイスピードエリア） : 送信最大 384 kbps / 受信最大 7.2 Mbps
  - パケット通信（FOMAエリア） : 送受信最大 384 kbps
- 対応OS（各日本語版）
  - Windows XP Home Edition Service Pack2 以降
  - Windows XP Professional Service Pack2 以降
  - Windows Vista SP1以降（32ビット版 / 64ビット版）
  - Windows 7（32ビット版 / 64ビット版）※ファームのアップデートを要する
  - Mac OS X（10.5.6 / 10.6.6/10.4.11 - インテル製CPU搭載機のみ対応）
- 対応エリア（日本国内）
  - FOMAハイスピードエリア
  - FOMAサービスエリア
  - FOMAプラスエリア

## 歴史
- 2009年6月26日 - 発売開始[1]
- 2009年11月26日 - Windows 7用のアップデートツールを提供開始[2]